# Регламентация облучения человека
Регламентация облучения человека - это установление норм и правил в аспекте работы с источниками ионизирующего излучения.

## Международная деятельность в области радиационной защиты
- В 1928 г был создан Комитет по защите от рентгеновских лучей и радия
- В 1950 г Комитет был реорганизован в Международную комиссию по радиологической защите (МКРЗ)
- В 1956 г МКРЗ вступила в организационные отношения со Всемирной организацией здравоохранения (ВОЗ) в качестве "неправительственной соучаствующей организации".

МКРЗ анализирует и обобщает все достижения в области защиты от ионизирующих излучений и периодически разрабатывает соответствующие рекомендации, исходя из научных принципов.
В 1955 г при ООН организован Научный комитет по действию атомной радиации (НКДАР) занимается сбором и анализом международной информации о различных аспектах действия ионизирующих излучений на живые организмы.
МАГАТЭ - Международное агентство по атомной энергии. Страны-члены МАГАТЭ обязаны выполнять утвержденные ею официальные нормы и правила обращения с источниками ионизирующих излучений.
 
Наиболее авторитарной организацией, анализирующей научные данные по действию радиации на организм, является НКДАР.

## Обеспечениерадиационной безопасностив России
Нормы радиационной безопасности основываются на трех принципах:
- Принцип нормирования: не превышение допустимых пределов индивидуальных доз облучения граждан от всех источников излучения
- Принцип обоснования: запрещение всех видов деятельности по использованию источников излучения, при которых полученная для человека и общества польза не превышает риск возможного вреда, причиненного облучением.
- Принцип оптимизации: поддержание на возможно низком уровне, с учетом экономических и социальных факторов, индивидуальных доз облучения и числа облучаемых ими граждан.